# CLA Building
Le Classroom, Laboratory & Administration Building communément connu comme le CLA Building est un bâtiment du campus de l'université d'État polytechnique de Californie à Pomona. Conçu par l'architecte Antoine Predock dans le style futuriste et achevé en 1993, il est devenu un symbole de l'université.
En raison de la proximité entre Pomona et Hollywood, le bâtiment est visible sur plusieurs films dont Bienvenue à Gattaca (1997) ou Impostor (2002).

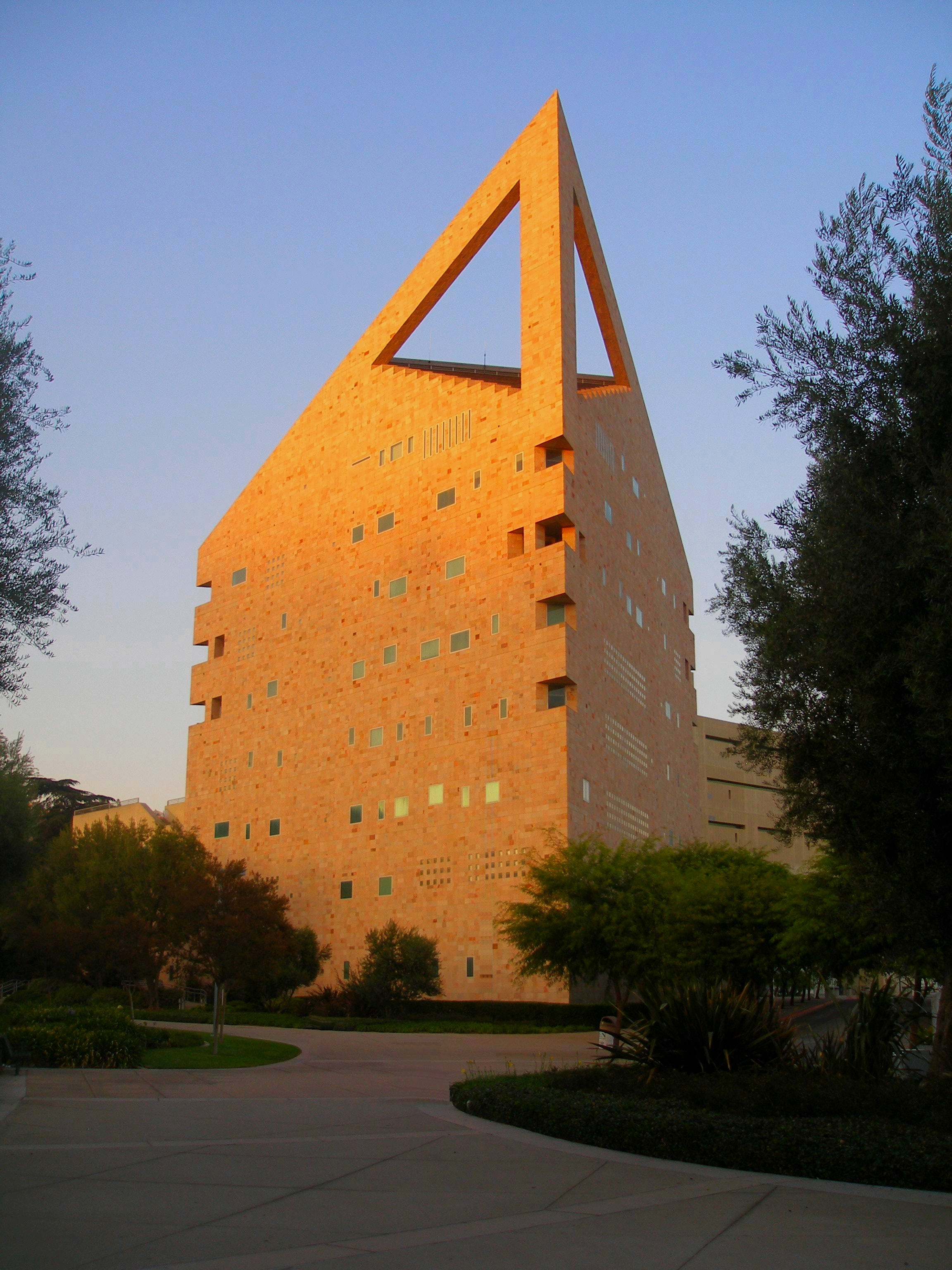
CLA Building.